# 협죽도
협죽도(夾竹桃, 문화어: 류선화, 학명: Nerium indicum)는 협죽도과에 속하는 넓은잎 늘푸른떨기나무이다. 인도 원산이며, 한국에서는 제주도에 자생한다. 유도화(柳桃花)라고도 부른다.

## 학명과 분류
1753년 린네가 《식물의 종》에서 Nerium oleander로 등재하였다. 속명 네리움(Nerium)은 고대 그리스어 네리온(νἠριον)을 라틴어화 한 것으로 물가에서 잘 자란다는 의미를 갖고 있고, 종명 올리엔더(oleander)의 명명에는 두 가지 설이 있는데, 올리브 나무와 비슷한 모양새라서 그렇게 붙였다는 것과 독성을 나타내기 위해 그리스어로 죽인다는 뜻을 지닌 올리오(ολλύω)와 사람을 뜻하는 안드로스(άνδρος)를 합쳐 만들었다는 설이 있다. 필립 밀러가 1768년 Nerium Indicum으로 학명을 다시 등재하였다.

## 생태
높이는 2-4m 정도이며 꽃이 아름답다. 전체 수형은 부채꼴 모양이다. 잎은 피침형이며 두껍고 질기다. 길이 7~15센티미터, 너비 8~20밀리미터쯤 되며 돌려난다. 꽃은 화려하며 장미를 많이 닮았다. 여러 변종 가운데 붉은색 꽃이 피는 변종과 흰색 꽃이 피는 변종이 가장 잘 알려져 있다. 지름이 4~5센티미터쯤 되며 꽃받침은 5개로 갈라진다.
지중해 연안과 아프리카 북부의 모리타니, 모로코, 포르투갈 등에 자생지가 있으며 자생지역은 아라비아반도와 남아시아를 거쳐 중국 남부의 윈난성까지 분포하고 있다.

## 재배
대개 기후가 따뜻한 지역에서는 실외에 심고, 온대지역에서는 관상용으로 많이 기른다. 줄기를 잘라 물병에 꽂아두면 몇 주 안에 뿌리가 나오는데, 보통 꺾꽂이법을 이용해 재배한다. 오염에 내성이 강하고 이식이 쉽다.

## 쓰임새
아주 미량이라도 치사율이 높기 때문에 독화살, 사약의 용도로 사용하기도 했다. 꽃과 잎을 포함해 식물 전체에 강한 독성이 있으나 껍질과 뿌리는 약용으로 사용한다. 생약으로는 소량의 잎을 쓰며 협죽도엽이라고 한다. 강심제와 이뇨제로 쓴다.

## 독성

올레안드린의 분자 구조

협죽도는 독성이 있다. 협죽도의 독성분은 스테로이드를 비당체(aglycon)로 삼는 배당체 가운데 심근에 작용하여 울혈성 심부전에 효과가 있는 강심배당체(cardiac glycosides)이며 여러 종류의 강심배당체가 함유되어 있다. 그 가운데 가장 많은 것은 올레안드린이다. 올레안드린의 반수 치사량은 300 ug/kg이다. 독성분은 주로 잎에 분포하며 꽃이 필 때 최고조에 이른다. 소가 잎을 뜯어 먹을 경우 치사량은 마른 잎을 기준으로 50mg/kg 이라고 한다.
이 외에도 협죽도에 포함된 글리코사이드 역시 민감한 사람은 중독 증세를 보일 수 있다.

## 품종
- 만첩협죽도(Nerium indicum for. plenum Makino) : 겹꽃이다.
- 흰협죽도(Nerium indicum for. leucanthum Makino) : 흰색 꽃이 핀다.
- 노랑협죽도(Nerium indicum for. lutescens Makino) : 노란색 꽃이 핀다.

## 미디어
미디어에서는 종종 협죽도의 독성에 대한 뉴스를 보도한다. 협죽도가 가로수로 심어져 있는 것을 우려하는 보도가 있었다.이러한 보도로 지방자치단체에서는 가로수나 조경수로 심어진 협죽도를 배어내는 경우도 있다.
한편, 협죽도의 독성을 보도할 때 청산가리 독성의 6천배에 달한다고 보도하는 경우도 있는데, 청산가리의 반수 치사량은 설치류가 입을 통해 섭취할 때 5 - 10 mg/kg 이어서 6천배라는 표현은 매우 과장된 것이다.

## 사진

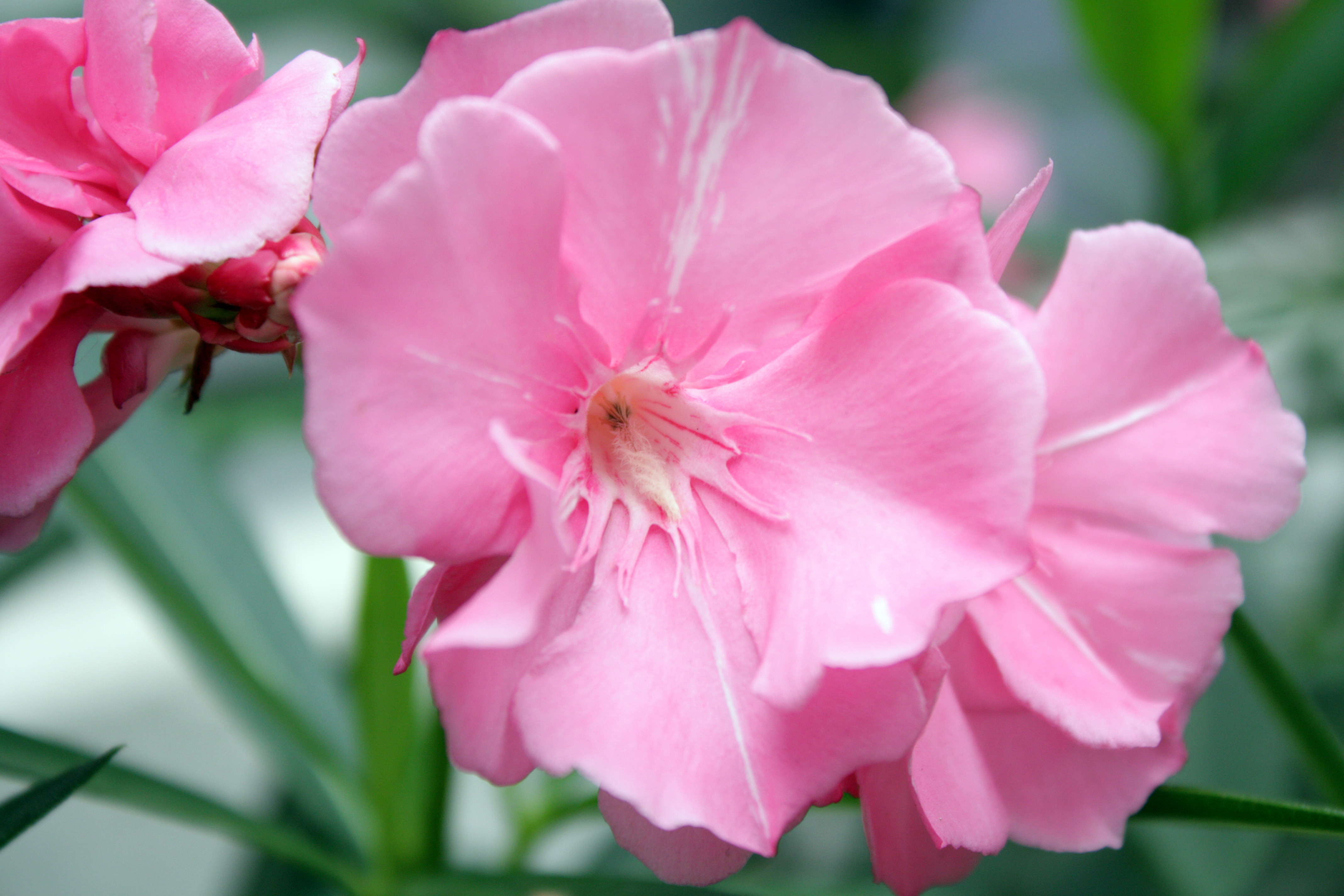
꽃
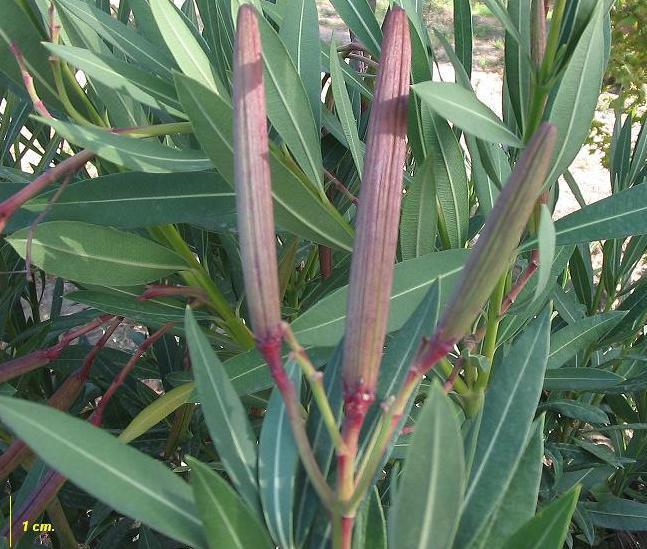
열매
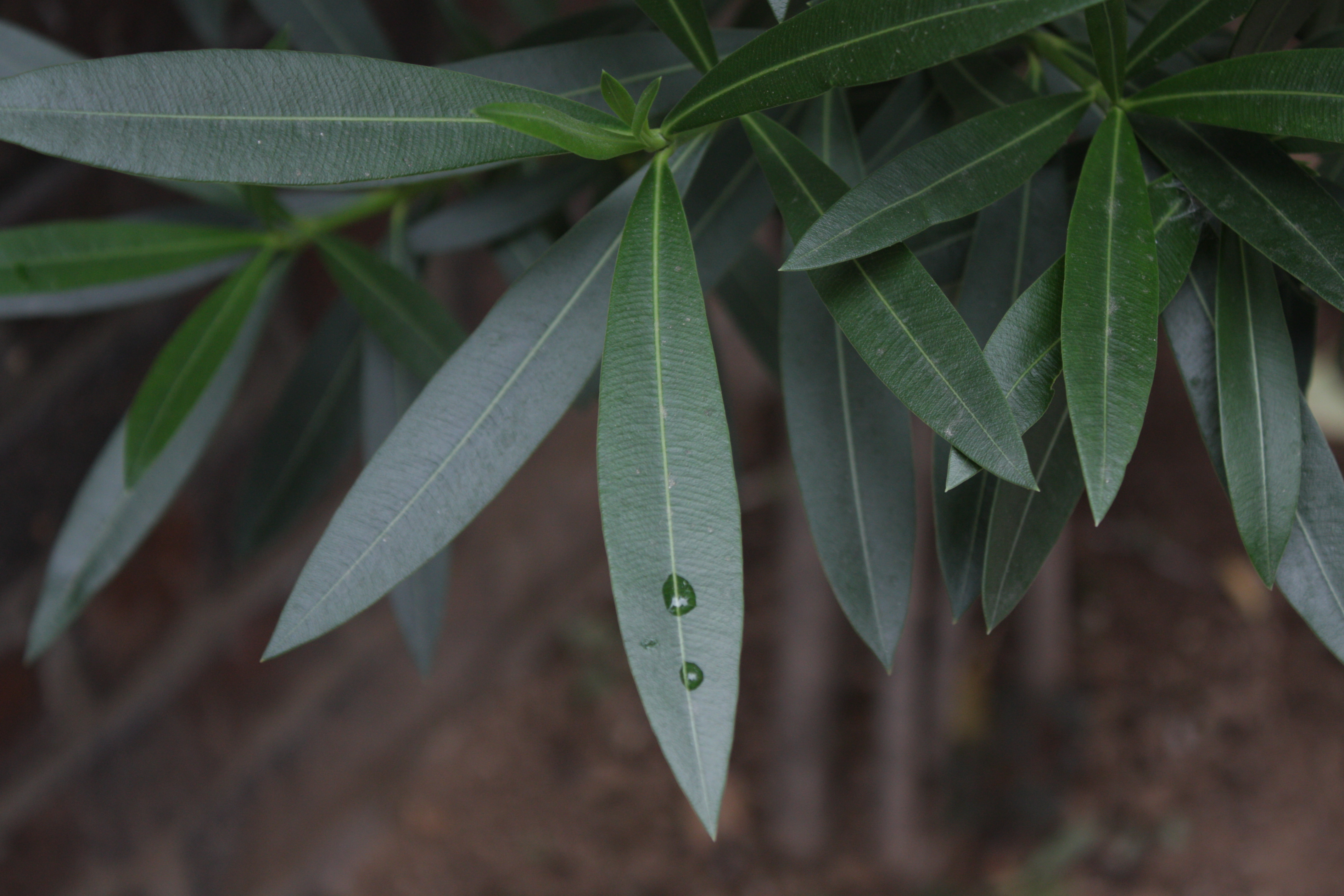
잎
만개한 꽃